# 皎施
皎施（發音：[tɕaʊʔ sʰɛ̀ mjo̰]），另译皎色、叫栖、皎克西等，是位於緬甸曼德勒省的一個小鎮。此地以一組兩人所扮演的「象舞」頗富盛名。

## 教育
皎施是皎施教育學院（Kyaukse Education College）、皎施理工大學（Technological University, Kyaukse）以及皎施大學（Kyaukse University）的所在地。

## 經濟
皎施地區主要生產芒果、洋蔥以及薑黃等農產品。市鎮中心有一間較大的貨物集散地艾馬期林市場（Aye Mya Kyi Lin Market）。